# Cantarofilia

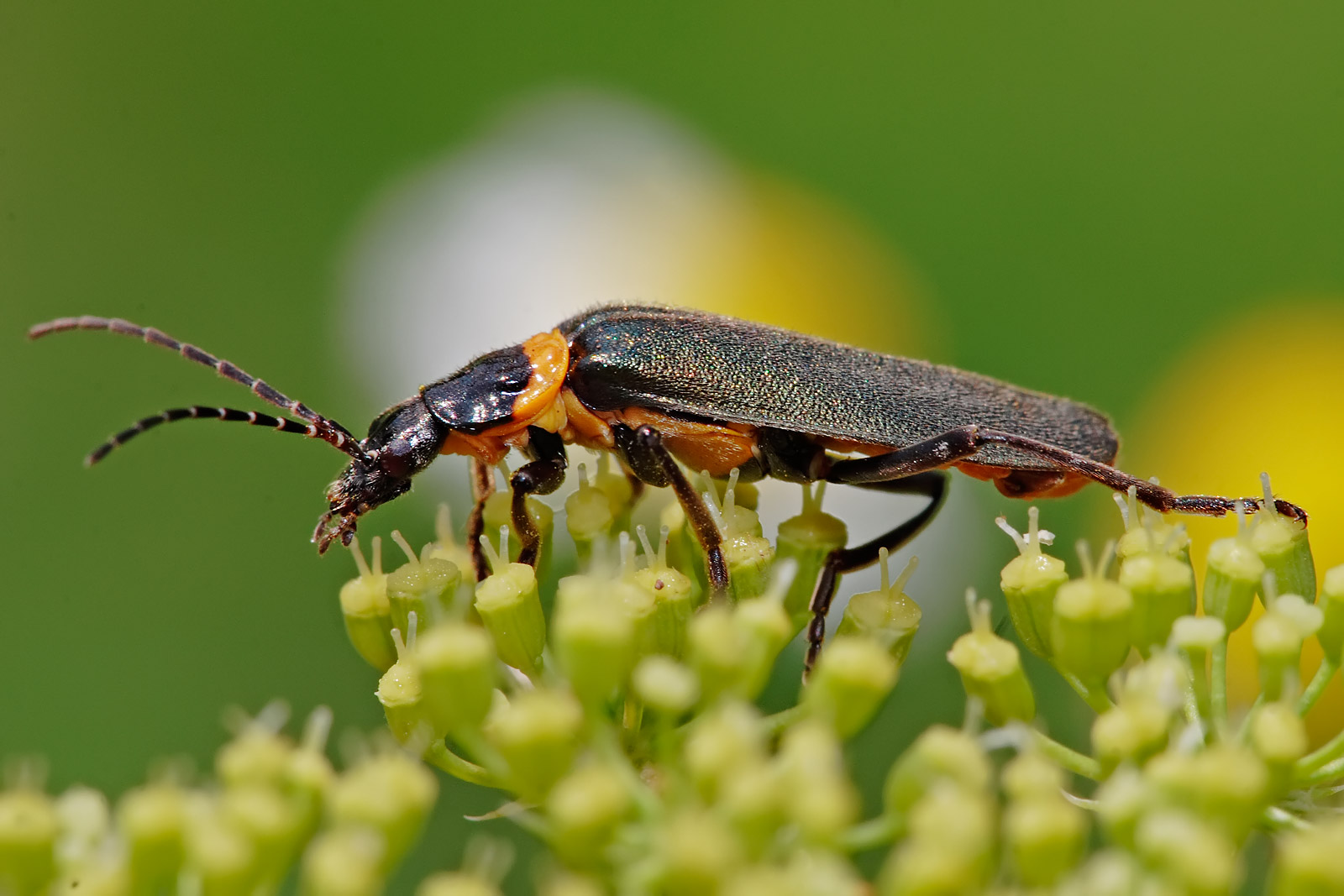
Besouro Chauliognathus lugubris visitando flores.

Cantarofilia classifica as plantas entomófilas, especialmente aquelas providas de grandes flores e com pólen abundante, polinizadas por coleópteros (besouros).

A expressão provém da família de coleópteros denominada Cantharidae (à qual pertence o Chauliognathus lugubris).